# 火雷神社 (函南町)
火雷神社（からいじんじゃ）は、静岡県田方郡函南町田代地区にある神社。

## 概要
丹那盆地の北方、田代盆地の西側を縦断する幹線道の西脇に鎮座している。
旧鳥居とその後ろの階段の間に、1930年（昭和5年）11月26日の北伊豆地震でできた1.4mの丹那断層の代表的な跡があり、社叢と共に、町指定の天然記念物になっている（丹那断層全体としては国指定の天然記念物になっている）。

## 祭神
- 火牟須比命

## 境内
- 丹那断層跡 - 西側（社殿側）の階段が南に、東側（道路側）の旧鳥居が北に1.4mズレている。町指定天然記念物[2]。
- 社叢 - 町指定天然記念物[2]。